# Crioconservazione degli embrioni
La crioconservazione degli embrioni è il processo di conservazione di un embrione a temperature sotto lo zero, generalmente in una fase di embriogenesi corrispondente al pre-impianto, cioè dalla fecondazione allo stadio di blastocisti.

## Indicazioni
La crioconservazione degli embrioni è utile per gli embrioni rimanenti dopo un ciclo di fecondazione in vitro, poiché le pazienti che non riescono a concepire possono rimanere incinte successivamente utilizzando tali embrioni senza dover passare attraverso un nuovo ciclo completo di fecondazione in vitro. Oppure, se si è verificata una gravidanza, potrebbero tornare più tardi per una seconda gravidanza. Ovociti o embrioni di riserva derivanti da trattamenti per la fertilità possono essere utilizzati per la donazione di ovociti o la donazione di embrioni a un'altra donna o un'altra coppia, e gli embrioni possono essere creati, congelati e conservati specificamente per il trasferimento e la donazione utilizzando ovuli e sperma di donatori.

## Metodi
La crioconservazione degli embrioni viene generalmente eseguita come componente della fecondazione in vitro (che generalmente include anche l'iperstimolazione ovarica, il prelievo degli ovociti e il trasferimento dell'embrione). L'iperstimolazione ovarica viene preferibilmente eseguita utilizzando un agonista del GnRH piuttosto che la gonadotropina corionica umana (hCG) per la maturazione finale degli ovociti, poiché diminuisce il rischio di sindrome da iperstimolazione ovarica senza evidenza di una differenza nel tasso di natalità vivo (in contrasto con i cicli freschi in cui l'uso dell'agonista del GnRH ha un tasso di natalità vivo inferiore).
Le principali tecniche utilizzate per la crioconservazione degli embrioni sono la vitrificazione contro il congelamento programmabile lento (SPF). Gli studi indicano che la vetrificazione è superiore o uguale all'SPF in termini di sopravvivenza e tassi di impianto. La vetrificazione sembra ridurre il rischio di danni al DNA rispetto al congelamento lento.
Trasferimento diretto di embrioni congelati: gli embrioni possono essere congelati mediante SPF in un mezzo di congelamento a base di glicol etilenico e trasferiti direttamente ai riceventi immediatamente dopo lo scongelamento dell'acqua senza processo di scongelamento in laboratorio. Il primo vitello da trasferimento di embrioni bovini al mondo in condizioni tropicali è stato prodotto con tale tecnica il 23 giugno 1996 dal Dr. Binoy S Vettical del Kerala Livestock Development Board, Mattupatti.

## Prevalenza
I dati sull'utilizzo a livello mondiale sono difficili da ottenere, ma in uno studio di 23 paesi è stato riportato che quasi 42.000 trasferimenti di embrioni umani congelati sono stati effettuati nel 2001 in Europa.

## Esito e determinanti della gravidanza
Allo stato attuale della tecnica, embrioni precoci che sono stati sottoposti a impianto di crioconservazione alla stessa velocità delle controparti fresche. Il risultato dell'utilizzo di embrioni crioconservati è stato uniformemente positivo senza aumento di difetti alla nascita o anomalie dello sviluppo, anche tra uova fresche e congelate utilizzate per l'iniezione intracitoplasmatica di sperma (ICSI). Infatti, i tassi di gravidanza sono aumentati dopo il trasferimento di embrioni congelati e gli esiti perinatali sono meno influenzati, rispetto al trasferimento di embrioni nello stesso ciclo in cui è stata eseguita l'iperstimolazione ovarica. Si ritiene che l'endometrio non sia preparato in modo ottimale per l'impianto a seguito di iperstimolazione ovarica, e quindi il trasferimento di embrioni congelati si avvale di un ciclo separato per concentrarsi sull'ottimizzazione delle possibilità di successo dell'impianto. I bambini nati da blastocisti vitrificate hanno un peso alla nascita significativamente più alto rispetto a quelli nati da blastocisti non congelate. Per gli embrioni con scissione precoce, quelli congelati sembrano avere almeno un buon esito ostetrico, misurato come parto pretermine e basso peso alla nascita per i bambini nati dopo la crioconservazione rispetto ai bambini nati dopo i cicli freschi.
L'età degli ovociti, la percentuale di sopravvivenza e il numero di embrioni trasferiti sono fattori predittivi dell'esito della gravidanza.
Sono state segnalate gravidanze da embrioni conservati per 27 anni. Uno studio su oltre 11.000 embrioni umani criopreservati non ha mostrato alcun effetto significativo del tempo di conservazione sulla sopravvivenza post-scongelamento per i cicli di fecondazione in vitro o di donazione di ovociti, o per gli embrioni congelati allo stadio pronucleare o di scissione. Inoltre, la durata della conservazione non ha avuto alcun effetto significativo su gravidanza clinica, aborto spontaneo, impianto o tasso di natalità vivo, sia da FIVET che da cicli di donazione di ovociti.
Uno studio in Francia tra il 1999 e il 2011 è giunto al risultato che il congelamento degli embrioni prima della somministrazione di agenti chemioterapici gonadotossici alle femmine ha causato un ritardo del trattamento nel 34% dei casi e un parto vivo nel 27% dei casi delle donne sopravvissute che desideravano una gravidanza, con il tempo di follow-up variabile tra 1 e 13 anni.

## Legislazione
Dal 1º ottobre 2009 gli embrioni umani possono essere conservati per 10 anni nel Regno Unito, secondo lo Human Fertilization and Embryology Act 2008.
Nel momento in cui la coppia procede con la crioconservazione, dovrà sostenere una spesa annuale in caso di congelamento degli ovociti, mentre non sono previsti costi aggiuntivi nel caso della crioconservazione degli embrioni
La normativa attuale prevede la possibilità di crioconservare gli embrioni sovrannumerari che poi potranno essere trasferiti in cicli successivi senza dover procedere con ulteriori stimolazioni ovariche e pick up ovocitario.

## Storia
La prima gravidanza in assoluto derivata da un embrione umano congelato è stata segnalata da Alan Trounson e Linda Mohr nel 1983 (sebbene il feto abbia abortito spontaneamente a dieci settimane di gestazione). I primi bambini (gemelli) derivati da embrioni congelati sono nati il 26 dicembre 1983 in Olanda. Da allora e fino al 2008 si stima che tra 350.000 e mezzo milione di bambini con fecondazione in vitro siano nati da embrioni congelati a velocità controllata e poi conservati in azoto liquido; inoltre alcune centinaia di nascite sono nate da ovociti vetrificati, ma è difficile ottenere cifre certe.
Degno di nota che Subash Mukhopadyay di Calcutta, in India, ha riportato il successo della crioconservazione di un embrione di otto cellule, conservandolo per 53 giorni, scongelandolo e ricollocandolo nell'utero materno, con conseguente successo e nascita già nel 1978 (cinque anni prima Trounson e Mohr lo avevano fatto). Una piccola pubblicazione di Mukherjee nel 1978 mostra chiaramente che Mukherjee era sulla giusta linea di pensiero molto prima che chiunque altro avesse dimostrato il buon esito di una gravidanza a seguito del trasferimento di un embrione congelato e scongelato di 8 cellule in soggetti umani che trasferivano 8 -embrioni crioconservati cellulari.